# 中島ファラン一生

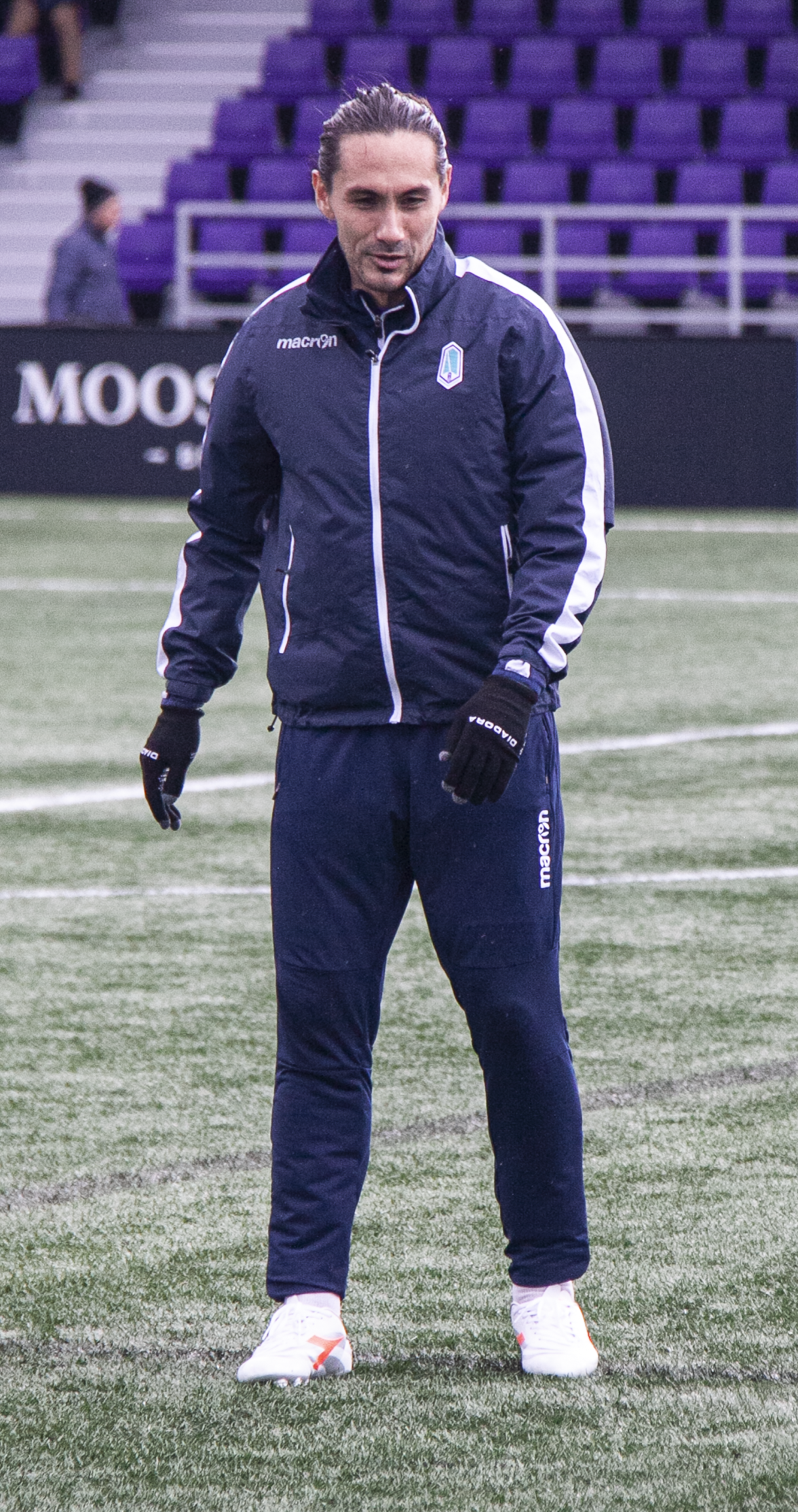
中島ファラン一生

中島 ファラン 一生（なかじま ファラン いっせい、Issey Morgan Nakajima-Farran、1984年5月16日 - ）は、カナダ・カルガリー出身の元プロサッカー選手、画家。元カナダ代表。現役時代のポジションはFW、MF。

## 来歴

### クラブ経歴
カナダにてイギリス人と日本人の両親の間に生まれる。3歳のときに日本へ移住し、少年時代を過ごす。この間にサッカーを始め、ヴェルディ川崎（当時）のジュニアチームに所属した。その後一家はイギリスのロンドンへ移住し、彼自身はクリスタル・パレスFCのジュニアユースで11歳から14歳までプレーした。
2000年に日本へ戻り、ヴェルディのユースに所属していたがプロ契約には至らず、2003年にアルビレックス新潟へ入団した。2004年にアルビレックス新潟シンガポールに期限付き移籍し、2年連続で2ケタ得点をマークして2005年の最優秀若手選手賞に選ばれるなどSリーグのスター選手となる。
2006年にはデンマークへ渡り、スーペルリーガ(トップリーグ）のヴェイレBKへ移籍。ヴェイレBKでは2006-2007シーズン、2ケタ以上の得点を挙げる活躍を見せた。2006-2007シーズン終了後、チームの降格に伴い中島はかつて川口能活が所属したFCノアシェランに移籍することになった。そして2009-2010シーズンには同リーグからファーストディビジョン（2部）へ降格したACホーセンスに移籍し、弟のパリスと一緒にプレーする事になった。
2011年8月、ブリスベン・ロアーFCへ完全移籍。同年のAリーグで優勝を果たしたが、中島は翌2012年のAFCチャンピオンズリーグ（ACL）には、外国籍選手の制限により出場できなかった。
2019年3月5日、新しく創設されたカナダ・プレミアリーグのパシフィックFCに加入。
その後、COVID-19パンデミックを機に妻と子供が住むバルセロナ県クベジェスに渡り、2021年3月17日、リェイダ県タラガにあるプリメーラ・カタラナ（スペイン7部）のUEタラガに加入。翌2021-22シーズンから当初プレーする予定であったセゴナ・カタラナ（スペイン8部）のCFクベジェスに加入。2022年7月4日には契約を更新した。
2023年4月17日、現役引退が発表された。

### 代表経歴
中島にはイギリス、日本、カナダのいずれの国籍も選ぶ権利があった。2005年にカナダ国籍を選択したが、2006年9月の雑誌『Yeah』でのインタビューによると、まだ日本国籍であり本人も「チャンスがあれば日本代表でプレーしたい」と語っていた。しかし、2006年11月にカナダ代表に招集され、11月15日のハンガリー代表との親善試合に出場したため、日本代表としてプレーする可能性は無くなった。2008年5月31日のブラジル代表との親善試合では、先発出場を果たした。カナダ代表としての初ゴールは同年6月15日に行われたW杯南アフリカ大会・北中米カリブ海予選の2次予選第1戦で、セントビンセント・グレナディーン代表を相手に決めている。

### プロ選手引退後
2024年3月にキングス・リーグに参戦するラージョ・デ・バルセロナに13人目の選手として加入した。
2025年1月6日に北海道コンサドーレ札幌に通訳としてスタッフ入りしたことが発表され、翌7日には遅れてキャンプに合流したジョルディ・サンチェスに同行していることが報道された。東京ヴェルディユース時代の同期である菅野孝憲から「外国人選手たちがチームにちゃんとなじむためにサッカーカルチャーを知っている通訳が必要」と聞いて札幌入りを決意したと語っている。

## 個人成績
| 国内大会個人成績 | 国内大会個人成績 | 国内大会個人成績 | 国内大会個人成績 | 国内大会個人成績             | 国内大会個人成績           | 国内大会個人成績  | 国内大会個人成績  | 国内大会個人成績 | 国内大会個人成績 | 国内大会個人成績 | 国内大会個人成績 |
| 年度             | クラブ           | 背番号           | リーグ           | リーグ戦                     | リーグ戦                   | リーグ杯          | リーグ杯          | オープン杯       | オープン杯       | 期間通算         | 期間通算         |
| 年度             | クラブ           | 背番号           | リーグ           | 出場                         | 得点                       | 出場              | 得点              | 出場             | 得点             | 出場             | 得点             |
| 日本             | 日本             | 日本             | 日本             | リーグ戦                     | リーグ戦                   | リーグ杯          | リーグ杯          | 天皇杯           | 天皇杯           | 期間通算         | 期間通算         |
| ---------------- | ---------------- | ---------------- | ---------------- | ---------------------------- | -------------------------- | ----------------- | ----------------- | ---------------- | ---------------- | ---------------- | ---------------- |
| 2003             | 新潟             | 27               | J2               | 0                            | 0                          | -                 | -                 |                  |                  |                  |                  |
| シンガポール     | シンガポール     | シンガポール     | シンガポール     | リーグ戦                     | リーグ戦                   | リーグ杯          | リーグ杯          | シンガポール杯   | シンガポール杯   | 期間通算         | 期間通算         |
| 2004             | 新潟S            |                  | Sリーグ          | 22                           | 12                         |                   | 2                 | -                | -                |                  |                  |
| 2005             | 新潟S            |                  | Sリーグ          | 23                           | 14                         |                   | 1                 | -                | -                |                  |                  |
| デンマーク       | デンマーク       | デンマーク       | デンマーク       | リーグ戦                     | リーグ戦                   | リーグ杯          | リーグ杯          | オープン杯       | オープン杯       | 期間通算         | 期間通算         |
| 2005-06          | ヴェイレ         |                  | 1.Div            |                              |                            |                   |                   |                  |                  |                  |                  |
| 2006-07          | ヴェイレ         |                  | スーペルリーガ   | 29                           | 6                          |                   |                   |                  |                  |                  |                  |
| 2007-08          | ノアシェラン     |                  | スーペルリーガ   |                              | 7                          |                   |                   |                  |                  |                  |                  |
| 2008-09          | ノアシェラン     |                  | スーペルリーガ   |                              |                            |                   |                   |                  |                  |                  |                  |
| 2009-10          | ホーセンス       |                  | 1.Div            |                              |                            |                   |                   |                  |                  |                  |                  |
| 2010-11          | ホーセンス       |                  | スーペルリーガ   |                              |                            |                   |                   |                  |                  |                  |                  |
| オーストラリア   | オーストラリア   | オーストラリア   | オーストラリア   | リーグ戦                     | リーグ戦                   | リーグ杯          | リーグ杯          | FFA杯            | FFA杯            | 期間通算         | 期間通算         |
| 2011-12          | ブリスベン       | 11               | Aリーグ          |                              |                            |                   |                   |                  |                  |                  |                  |
| 通算             | 日本             | 日本             | J2               | 0                            | 0                          | -\|\|\|\|\|\|\|\| | -\|\|\|\|\|\|\|\| |                  |                  |                  |                  |
| 通算             | シンガポール     | シンガポール     | Sリーグ          | 45                           | 26                         | 4                 | 3                 | -                | -                | 49               | 29               |
| 通算             | デンマーク       | デンマーク       | スーペルリーガ   | 59                           | 13\|\|\|\|\|\|\|\|\|\|\|\| |                   |                   |                  |                  |                  |                  |
| 通算             | デンマーク       | デンマーク       | 1.Div            | \|\|\|\|\|\|\|\|\|\|\|\|\|\| |                            |                   |                   |                  |                  |                  |                  |
| 通算             | オーストラリア   | オーストラリア   | Aリーグ          | \|\|\|\|\|\|\|\|\|\|\|\|\|\| |                            |                   |                   |                  |                  |                  |                  |
| 総通算           | 総通算           | 総通算           | 総通算           | \|\|\|\|\|\|\|\|\|\|\|\|\|\| |                            |                   |                   |                  |                  |                  |                  |

## 代表歴

### 試合数
- 国際Aマッチ 39試合 1得点（2006年-2016年）[14]

| カナダ代表 | 国際Aマッチ | 国際Aマッチ |
| 年         | 出場        | 得点        |
| ---------- | ----------- | ----------- |
| 2006       | 1           | 0           |
| 2007       | 7           | 0           |
| 2008       | 8           | 1           |
| 2009       | 3           | 0           |
| 2010       | 4           | 0           |
| 2011       | 1           | 0           |
| 2012       | 0           | 0           |
| 2013       | 7           | 0           |
| 2014       | 3           | 0           |
| 2015       | 4           | 0           |
| 2016       | 1           | 0           |
| 通算       | 39          | 0           |

## タイトル
- 2005年 Sリーグ年間最優秀若手選手賞

## 画家として
13歳の頃に足首を骨折し夏休みの期間中サッカーができなくなった時に、父親に「動けないなら絵でも描いたらどうだ？そこにあるピーマンを描いてみろ」と言われたことがきっかけで絵を描き始め、学校でアートやデザインを学んだ。デンマークでプレーしていた頃に友人やカフェなどから絵を描くことを頼まれるようになり、ギャラリーやチャリティーイベントからもオファーが来るようになった。
その後カナダでプレーしていた時期にはマルコ・ディ・ヴァイオの引退試合セレモニーでコラボレーションを行い、ジュリアン・デ・グズマンの記念セレモニーに絵を贈呈している。
また、マーロン・ブランドからジョーカーまで多岐にわたる肖像画を描いている。

## 私生活
- 父親はローデシア生まれのイギリス系カナダ人であり、演劇をしながらレストランを経営していた[4]。また、母親は日本人でデザイナーをやっていた[15]。
- サッカー選手の中島ファランパリスは弟。
- カナダプロサッカー選手会 (PFA Canada) の副会長を務めている[16][4]。
- バンクーバー島に本拠地のあるパシフィックFCに在籍していた時期に居住用にヴィンテージの15mの木造船を購入した。また、バルセロナでは海の見えるアパートを希望していたものの家賃が法外だったことから古い船を購入して改装した[4]。